# 3.º Parlamento de Malasia
La tercera legislatura del Parlamento de Malasia estaba destinada a comenzar el 31 de julio de 1969, con la finalización de las elecciones federales. Sin embargo, una serie de disturbios raciales ocurridos después de la primera mitad de los comicios en Malasia Peninsular, conocidos como Incidente del 13 de mayo, desataron la declaración del estado de emergencia ese mismo día y la suspensión de las garantías constitucionales y el poder legislativo electo. Los comicios finalizaron a mediados de 1970 y finalmente el legislativo se reunió en emergencia el 22 de septiembre de ese mismo año para investir a Abdul Razak Hussein como primer ministro de Malasia. Sin embargo, el Dewan Rakyat no recuperó su pleno poder legislativo sino hasta el 20 de febrero de 1971. El legislativo se disolvió en la fecha en la que se hubieran cumplido cinco años de su primera sesión de haberse completado con éxito los comicios federales, el 31 de julio de 1974.

## Dewan Rakyat
| Estado          | Circunscripción | Circunscripción         | Partido                                                 | Partido        | Diputado                                                 |
| --------------- | --------------- | ----------------------- | ------------------------------------------------------- | -------------- | -------------------------------------------------------- |
| Perlis          | P001            | Perlis Utara            |                                                         | Alianza (UMNO) | Othman Abdullah                                          |
| Perlis          | P002            | Perlis Selatan          |                                                         | Alianza (UMNO) | Mokhtar Ismail                                           |
| Kedah           | P003            | Jitra-Padang Terap      |                                                         | Alianza (UMNO) | Fatimah Hashim                                           |
| Kedah           | P004            | Kubang Pasu Barat       |                                                         | PAS            | Abu Bakar Umar                                           |
| Kedah           | P005            | Kota Star Utara         |                                                         | PAS            | Mawardi Lebai Teh                                        |
| Kedah           | P006            | Alor Star               |                                                         | Alianza (MCA)  | Lim Pee Hung                                             |
| Kedah           | P007            | Kuala Kedah             |                                                         | Alianza (UMNO) | Tunku Abdul Rahman (hasta el 8 de diciembre de 1972)     |
| Kedah           | P007            | Kuala Kedah             | Senu Abdul Rahman (20 de enero de 1973)                 | Alianza (UMNO) |                                                          |
| Kedah           | P008            | Kota Star Selatan       |                                                         | PAS            | Yusof Rawa                                               |
| Kedah           | P009            | Kedah Tengah            |                                                         | Alianza (UMNO) | Khir Johari                                              |
| Kedah           | P010            | Jerai                   |                                                         | Alianza (UMNO) | Hanafiah Hussain                                         |
| Kedah           | P011            | Baling                  |                                                         | Alianza (UMNO) | Shafie Abdullah                                          |
| Kedah           | P012            | Sungei Patani           |                                                         | Alianza (UMNO) | Azahari Md. Taib                                         |
| Kedah           | P013            | Kulim                   |                                                         | Alianza (UMNO) | Bibi Aishah Hamid Don                                    |
| Kedah           | P014            | Kulim-Bandar Bahru      |                                                         | Alianza (MCA)  | Tai Kuan Yang                                            |
| Kelantan        | P015            | Tumpat                  |                                                         | Alianza (UMNO) | Abdul Aziz Omar                                          |
| Kelantan        | P016            | Kelantan Hilir          |                                                         | PAS            | Nik Abdul Aziz Nik Mat                                   |
| Kelantan        | P017            | Pasir Mas Hilir         |                                                         | PAS            | Muhammad Fakhruddin Abdullah                             |
| Kelantan        | P018            | Kota Bharu Hilir        |                                                         | Alianza (UMNO) | Tengku Ahmad Rithauddeen Tengku Ismail                   |
| Kelantan        | P019            | Bachok                  |                                                         | PAS            | Mohd. Zain Abdullah                                      |
| Kelantan        | P020            | Kota Bharu Hulu         |                                                         | PAS            | Mohamad Asri Muda                                        |
| Kelantan        | P021            | Pasir Mas Hulu          |                                                         | PAS            | Tengku Zaid Tengku Ahmad (desde el 19 de agosto de 1967) |
| Kelantan        | P022            | Pasir Puteh             |                                                         | PAS            | Wan Sulaiman Ibrahim                                     |
| Kelantan        | P023            | Tanah Merah             |                                                         | Alianza (UMNO) | Mohamed Yaacob                                           |
| Kelantan        | P024            | Ulu Kelantan            |                                                         | Alianza (UMNO) | Nik Ahmad Kamil Nik Mahmud                               |
| Terengganu      | P025            | Besut                   |                                                         | Alianza (UMNO) | Hussain Sulaiman                                         |
| Terengganu      | P026            | Kuala Trengganu Utara   |                                                         | Alianza (UMNO) | Wan Abdul Kadir Ismail                                   |
| Terengganu      | P027            | Kuala Trengganu Selatan |                                                         | PAS            | Mohd. Daud Abdul Samad                                   |
| Terengganu      | P028            | Dungun                  |                                                         | PAS            | Abdul Wahab Yunus                                        |
| Terengganu      | P029            | Kemaman                 |                                                         | Alianza (UMNO) | Wan Mokhtar Ahmad                                        |
| Terengganu      | P030            | Trengganu Tengah        |                                                         | Alianza (UMNO) | Engku Muhsein Abdul Kadir                                |
| Penang          | P031            | Bagan                   |                                                         | Alianza (MCA)  | Tan Cheng Bee                                            |
| Penang          | P032            | Seberang Tengah         |                                                         | Gerakan        | Mustapha Hussain                                         |
| Penang          | P033            | Seberang Selatan        |                                                         | Gerakan        | Veerappen Veerathan                                      |
| Penang          | P034            | Penang Utara            |                                                         | DAP            | Peter Paul Dason                                         |
| Penang          | P035            | Penang Selatan          |                                                         | Gerakan        | Thomas Gabriel Selvaraj                                  |
| Penang          | P036            | Tanjong                 |                                                         | Gerakan        | Lim Chong Eu                                             |
| Penang          | P037            | Dato 'Kramat            |                                                         | Gerakan        | V. David                                                 |
| Penang          | P038            | Seberang Utara          |                                                         | Alianza (UMNO) | Ahmad Saaid                                              |
| Perak           | P039            | Ulu Perak               |                                                         | Alianza (UMNO) | Mohamed Nor Mohd Dahan                                   |
| Perak           | P040            | Krian Laut              |                                                         | Alianza (UMNO) | Sulaiman Taib                                            |
| Perak           | P041            | Krian Darat             |                                                         | Alianza (UMNO) | Ramli Omar                                               |
| Perak           | P042            | Laurut Utara            |                                                         | Alianza (UMNO) | Tajudin Ali                                              |
| Perak           | P043            | Larut Selatan           |                                                         | Gerakan        | Ng Hoe Hun                                               |
| Perak           | P044            | Bruas                   |                                                         | PPP            | Su Liang Yu                                              |
| Perak           | P045            | Sitiawan                |                                                         | DAP            | Richard Ho Ung Hun                                       |
| Perak           | P046            | Sungei Siput            |                                                         | Alianza (MIC)  | VT Sambanthan                                            |
| Perak           | P047            | Kuala Kangsar           |                                                         | Alianza (UMNO) | Mohamed Ghazali Jawi                                     |
| Perak           | P048            | Parit                   |                                                         | PAS            | Hashim Gera                                              |
| Perak           | P049            | Ulu Kinta               |                                                         | PPP            | Chan Yoon Onn                                            |
| Perak           | P050            | Ipoh                    |                                                         | PPP            | RC Mahadeva Rayan                                        |
| Perak           | P051            | Menglembu               |                                                         | PPP            | SP Seenivasagam                                          |
| Perak           | P052            | Batu Gajah              |                                                         | DAP            | Lim Cho Hock                                             |
| Perak           | P053            | Kampar                  |                                                         | DAP            | Fan Yew Teng                                             |
| Perak           | P054            | Hilir Perak             |                                                         | Alianza (UMNO) | Ahmad Damanhuri Abdul Wahab                              |
| Perak           | P055            | Telok Anson             |                                                         | DAP            | Chan Fu King                                             |
| Perak           | P056            | Bagan Datoh             |                                                         | Alianza (UMNO) | Sulaiman Bulon                                           |
| Perak           | P057            | Batang Padang           |                                                         | DAP            | Loh Jee Mee                                              |
| Perak           | P058            | Tanjong Malim           |                                                         | Alianza (MCA)  | Lee Seck Fun                                             |
| Pahang          | P059            | Raub                    |                                                         | Alianza (UMNO) | Hamzah Abu Samah                                         |
| Pahang          | P060            | Bentong                 |                                                         | Alianza (MCA)  | Chan Siang Sun                                           |
| Pahang          | P061            | Kuantan                 |                                                         | Alianza (UMNO) | Mohamed Taib                                             |
| Pahang          | P062            | Pekan                   |                                                         | Alianza (UMNO) | Abdul Razak Hussein (Primer ministro)                    |
| Pahang          | P063            | Temerloh                |                                                         | Alianza (UMNO) | Mohamed Yusof Mahmud                                     |
| Pahang          | P064            | Lipis                   |                                                         | Alianza (UMNO) | Abdul Razak Hussin                                       |
| Pahang          | P064            | Lipis                   | Ghazali Shafie (desde el 8 de abril de 1972)            | Alianza (UMNO) |                                                          |
| Selangor        | P065            | Kuala Selangor          |                                                         | Alianza (UMNO) | Raja Nong Chik Raja Ishak                                |
| Selangor        | P066            | Batu                    |                                                         | Gerakan        | Tan Chee Khoon                                           |
| Selangor        | P067            | Kapar                   |                                                         | Alianza (UMNO) | Hamzah Alang (hasta el 1 de marzo de 1970)               |
| Selangor        | P067            | Kapar                   | Mohd. Tahir Abdul Manan (desde el 3 de abril de 1971)   | Alianza (UMNO) |                                                          |
| Selangor        | P068            | Rawang                  |                                                         | Alianza (UMNO) | Tunku Tan Sri Abdullah                                   |
| Selangor        | P069            | Langat                  |                                                         | Alianza (UMNO) | Shariff Ahmad                                            |
| Selangor        | P070            | Setapak                 |                                                         | DAP            | Walter Loh Poh Khan                                      |
| Selangor        | P071            | Bungsar                 |                                                         | DAP            | Goh Hock Guan                                            |
| Selangor        | P072            | Bukit Bintang           |                                                         | Gerakan        | Yeoh Teck Chye                                           |
| Selangor        | P073            | Damansara               |                                                         | DAP            | Hor Cheok Foon                                           |
| Selangor        | P074            | Klang                   |                                                         | Alianza (MIC)  | V. Manickavasagam                                        |
| Selangor        | P075            | Kuala Langat            |                                                         | Alianza (UMNO) | Mohd. Tahir Abdul Majid                                  |
| Selangor        | P076            | Sepang                  |                                                         | Alianza (MCA)  | Lee Siok Yew                                             |
| Selangor        | P077            | Sabak Bernam            |                                                         | Alianza (UMNO) | Mustapha Abdul Jabar                                     |
| Selangor        | P078            | Ulu Selangor            |                                                         | Alianza (MCA)  | Khaw Kai Boh                                             |
| Selangor        | P078            | Ulu Selangor            | Michael Chen Wing Sum (desde el 3 de junio de 1972)     | Alianza (MCA)  |                                                          |
| Negeri Sembilan | P079            | Kuala Pilah             |                                                         | Alianza (UMNO) | Abdul Samad Idris                                        |
| Negeri Sembilan | P080            | Seremban Timor          |                                                         | DAP            | Chen Man Hin                                             |
| Negeri Sembilan | P081            | Rembau-Tampin           |                                                         | Alianza (UMNO) | Sulaiman Mohamed Attas                                   |
| Negeri Sembilan | P081            | Rembau-Tampin           | Mokhtar Hashim (desde el 8 de junio de 1972)            | Alianza (UMNO) |                                                          |
| Negeri Sembilan | P082            | Port Dickson            |                                                         | DAP            | Soorian Arjunan                                          |
| Negeri Sembilan | P083            | Jelebu-Jempol           |                                                         | Alianza (UMNO) | Mohamed Ujang                                            |
| Negeri Sembilan | P084            | Seremban Barat          |                                                         | DAP            | Sinnathamby Seevaratnam                                  |
| Malacca         | P085            | Malacca Tengah          |                                                         | Alianza (MCA)  | Tan Siew Sin                                             |
| Malacca         | P086            | Bandar Malacca          |                                                         | DAP            | Lim Kit Siang                                            |
| Malacca         | P087            | Malacca Utara           |                                                         | Alianza (UMNO) | Abdul Ghafar Baba                                        |
| Malacca         | P088            | Malacca Selatan         |                                                         | Alianza (UMNO) | Ahmad Ithnin (desde el 30 de enero de 1971)              |
| Johor           | P089            | Muar Dalam              |                                                         | Alianza (UMNO) | Syed Nasir Ismail                                        |
| Johor           | P090            | Segamat Selatan         |                                                         | Alianza (MCA)  | Lee San Choon                                            |
| Johor           | P091            | Muar Pantai             |                                                         | Alianza (MCA)  | Seah Teng Ngiab                                          |
| Johor           | P092            | Muar Selatan            |                                                         | Alianza (UMNO) | Awang Hassan                                             |
| Johor           | P093            | Batu Pahat              |                                                         | Alianza (MCA)  | Soh Ah Teck                                              |
| Johor           | P094            | Batu Pahat Dalam        |                                                         | Alianza (UMNO) | Fatimah Abdul Majid                                      |
| Johor           | P095            | Kluang Utara            |                                                         | Alianza (MCA)  | Tiah Eng Bee                                             |
| Johor           | P096            | Johor Tenggara          |                                                         | Alianza (UMNO) | Syed Jaafar Albar                                        |
| Johor           | P097            | Pontian Utara           |                                                         | Alianza (UMNO) | Sardon Jubir                                             |
| Johor           | P098            | Pontian Selatan         |                                                         | Alianza (UMNO) | Ali Ahmad                                                |
| Johor           | P099            | Kluang Selatan          |                                                         | Alianza (MCA)  | Chu Chee Peng                                            |
| Johor           | P100            | Johore Bahru Timor      |                                                         | Alianza (UMNO) | Hussein Onn                                              |
| Johor           | P101            | Johore Bahru Barat      |                                                         | Alianza (UMNO) | Mohamed Rahmat                                           |
| Johor           | P102            | Johore Timor            |                                                         | Alianza (UMNO) | Ismail Abdul Rahman (hasta el 2 de agosto de 1973)       |
| Johor           | P102            | Johore Timor            | Abdul Rahman Sabri (desde el 8 de septiembre de 1973)   | Alianza (UMNO) |                                                          |
| Johor           | P103            | Segamat Utara           |                                                         | Alianza (UMNO) | Musa Hitam                                               |
| Johor           | P104            | Muar Utara              |                                                         | Alianza (UMNO) | Ahmad Arshad                                             |
| Sabah           | P105            | Marudu                  |                                                         | USNO           | Mustapha Harun                                           |
| Sabah           | P106            | Bandau                  |                                                         | USNO           | Baudi Unggut                                             |
| Sabah           | P107            | Kota Belud              |                                                         | USNO           | Mohamad Said Keruak                                      |
| Sabah           | P108            | Tuaran                  |                                                         | USNO           | Buja Gumbilai                                            |
| Sabah           | P109            | Kota Kinabalu           |                                                         | Alianza (SCA)  | Pang Tet Tshung                                          |
| Sabah           | P110            | Penampang               |                                                         | USNO           | James Stephen Tibok                                      |
| Sabah           | P111            | Kimanis                 |                                                         | USNO           | Pengiran Tahir Pengiran Petra                            |
| Sabah           | P112            | Labuan-Beaufort         |                                                         | USNO           | Chik Johari Ondu Majakil                                 |
| Sabah           | P113            | Sabah Dalam             |                                                         | USNO           | Mohamed Arif Salleh                                      |
| Sabah           | P114            | Sabah Selatan           |                                                         | USNO           | Abdul Rashid Jais                                        |
| Sabah           | P115            | Kinabalu                |                                                         | USNO           | Abdul Ghani Gilong                                       |
| Sabah           | P116            | Sandakan                |                                                         | Alianza (SCA)  | Peter Lo Sui Yin                                         |
| Sabah           | P117            | Labuk-Sugut             |                                                         | USNO           | Ajad Oyung                                               |
| Sabah           | P118            | Kinabatangan            |                                                         | USNO           | Pengiran Ahmad Pengiran Indar                            |
| Sabah           | P119            | Darvel                  |                                                         | USNO           | Mohd. Salleh Abdullah                                    |
| Sabah           | P120            | Tawau                   |                                                         | Alianza (SCA)  | Yeh Pao Tzu                                              |
| Sarawak         | P121            | Bau-Lundu               |                                                         | SUPP           | Sinyium Mutit (hasta el 3 de agosto de 1971)             |
| Sarawak         | P121            | Bau-Lundu               | Joseph Valentine Cotter (desde el 14 de octubre de 1971 | SUPP           |                                                          |
| Sarawak         | P122            | Bandar Kuching          |                                                         | SUPP           | Ong Kee Hui                                              |
| Sarawak         | P123            | Santubong               |                                                         | PBB            | Awang Wal Awang Abu                                      |
| Sarawak         | P124            | Samarahan               |                                                         | PBB            | Abdul Taib Mahmud                                        |
| Sarawak         | P125            | Padawan                 |                                                         | SUPP           | Stephen Yong Kuet Tze                                    |
| Sarawak         | P126            | Serian                  |                                                         | SNAP           | Rahun Debak                                              |
| Sarawak         | P127            | Simunjan                |                                                         | PBB            | Bojeng Andot                                             |
| Sarawak         | P128            | Batang Lupar            |                                                         | SNAP           | Edwin Tangkun                                            |
| Sarawak         | P129            | Lubok Antu              |                                                         | SNAP           | Jonathan Narwin Jinggong                                 |
| Sarawak         | P130            | Betong                  |                                                         | SNAP           | Andrew Mara Walter Unjah                                 |
| Sarawak         | P131            | Saratok                 |                                                         | SNAP           | Edmund Langgu Saga                                       |
| Sarawak         | P132            | Sarikei                 |                                                         | Alianza (SCA)  | Chen Ko Ming                                             |
| Sarawak         | P133            | Payang                  |                                                         | PBB            | Abdul Rahman Ya'kub                                      |
| Sarawak         | P134            | Bandar Sibu             |                                                         | SUPP           | Khoo Peng Loong                                          |
| Sarawak         | P135            | Rajang                  |                                                         | SUPP           | Tibuoh Rantai                                            |
| Sarawak         | P135            | Rajang                  | Jawan Empaling (desde el 12 de enero de 1974)           | SUPP           |                                                          |
| Sarawak         | P136            | Mukah                   |                                                         | PBB            | Latip Idris                                              |
| Sarawak         | P137            | Julau                   |                                                         | PBB            | Banyang Janting                                          |
| Sarawak         | P138            | Kanowit                 |                                                         | Independiente  | Joseph Unting Umang                                      |
| Sarawak         | P139            | Kapit                   |                                                         | SNAP           | Abit Angkin                                              |
| Sarawak         | P140            | Ulu Rajang              |                                                         | PBB            | Jugah Barieng                                            |
| Sarawak         | P141            | Bintulu                 |                                                         | Alianza (SCA)  | Ting Ming Kiong                                          |
| Sarawak         | P142            | Miri-Subis              |                                                         | SNAP           | James Wong Kim Min                                       |
| Sarawak         | P143            | Baram                   |                                                         | SNAP           | Luhat Wan                                                |
| Sarawak         | P144            | Limbang-Lawas           |                                                         | SNAP           | Awang Bungsu Abdullah                                    |